# Spravedlnost (přírodní rezervace)
Přírodní rezervace Spravedlnost zaujímá ve vrcholové partie stejnojmenného kopce v okrese Děčín v západní části Lužických hor. Byla vyhlášena dne 1. června 2004 na území o rozloze 11,16 ha. Oblast rezervace společně s vrchem Spravedlnost je oblíbeným turistickým cílem pro svůj výhled do okolí. Chráněné území je v péči AOPK ČR – regionálního pracoviště Liberecko.

## Objekty ochrany
Objektem ochrany jsou zachovalá společenstva květnatých bučin a suťových lesů na čedičových vyvřelinách s výskytem měsíčnice vytrvalé, skalníku celokrajného, na vrcholových partiích skal se vyskytuje kapradinka skalní a osladič přehlížený. Plošně převládají květnaté bučiny kvetoucí na jaře např. hrachor jarní (Lathyrus vernus), kyčelnice devítilistá (Dentaria enneaphyllos) a cibulkonosná (Dentaria bulbifera), dále dymnivka dutá (Corydalis cava), dále zde roste strdivka nicí (Melica nutans), kostřava lesní (Festuca altissima), ječmenka evropská (Hordelymus europaeus), sveřep Benekenův (Bromus benekenii), měsíčnice vytrvalá (Lunaria rediviva), lilie zlatohlávek (Lilium martagon) či kapradinka skalní (Woodsia ilvensis). Ve vrcholových suťových partiích se kromě bučin vyskytuje i jasan, javor klen a jilm. Ve vrcholových partiích se z bylin vyskytuje netýkavka nedůtklivá.
Ze vzácných živočichů se zde vyskytuje holub doupňák (Columba oenas), či zmije obecná (Vipera berus).